# 普切日
56°59′N 43°10′E / 56.983°N 43.167°E
普切日（俄语：Пу́чеж）是俄羅斯伊萬諾沃州的一個城市，位於伊萬諾沃以東175公里的伏爾加河（高爾基水庫）西岸。2002年人口10,345人。
1594年建立，1793年建市。